# Marie-Madeleine Boulard
Pour les articles homonymes, voir Boulard.
Marie-Madeleine Boulard, née à Orléans, est une peintre miniaturiste française.

## Biographie
Élève de Marguerite Lefèvre-Tollay et de Céline Ormeaux, membre de l'Union des femmes peintres et sculpteurs, elle participe au Salon des artistes français en 1931 et en 1936.
En 1895, elle participe à l'exposition de Bordeaux dans la section bordelaise.